# Ontonagon (rivière)
L'Ontonagon est une rivière du pays du cuivre, dans la péninsule supérieure du Michigan, aux États-Unis. Elle est constituée de quatre bras amont, qui se rejoignent pour constituer un cours d'eau unique de 40 km de long se jetant dans le lac Supérieur. Certaines sections amont de la rivière sont classées par le National Wild and Scenic River. Quelques cascades sont des attractions touristiques, dont notamment les cascades Bond (en) et Agate (en).

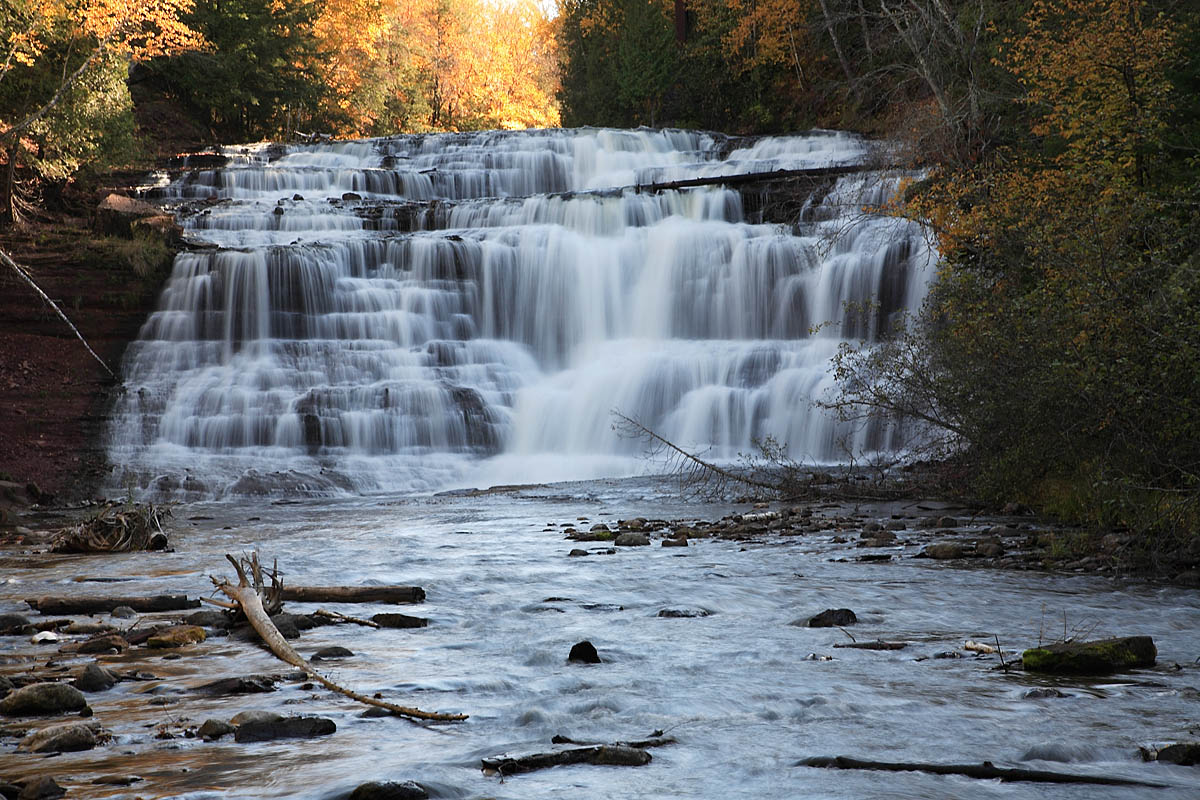
La cascade Agate (en)
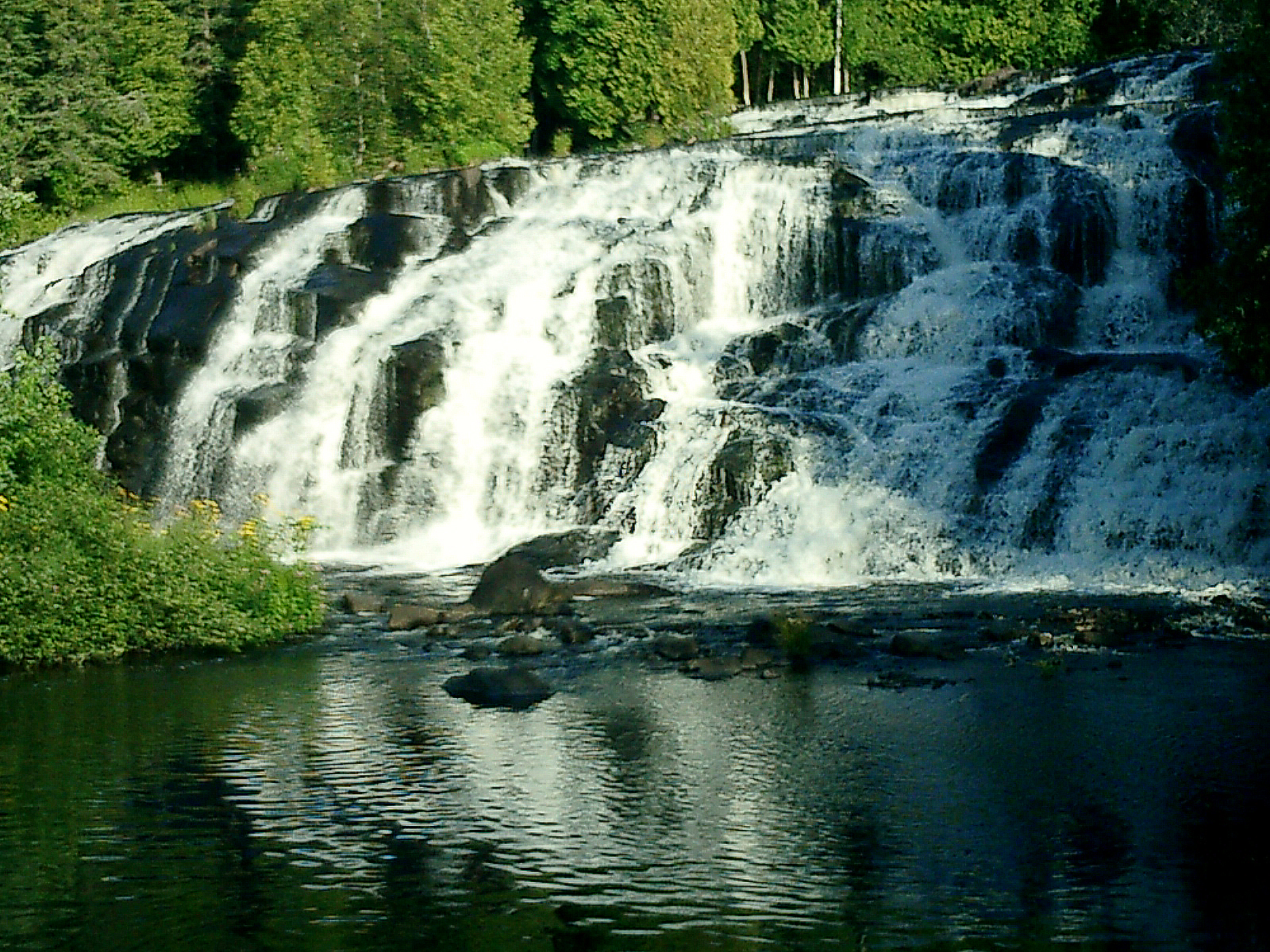
La cascade Bond (en)
Le barrage Victoria, édifié en 1929-1931.